# St. Kunibert (Büderich)

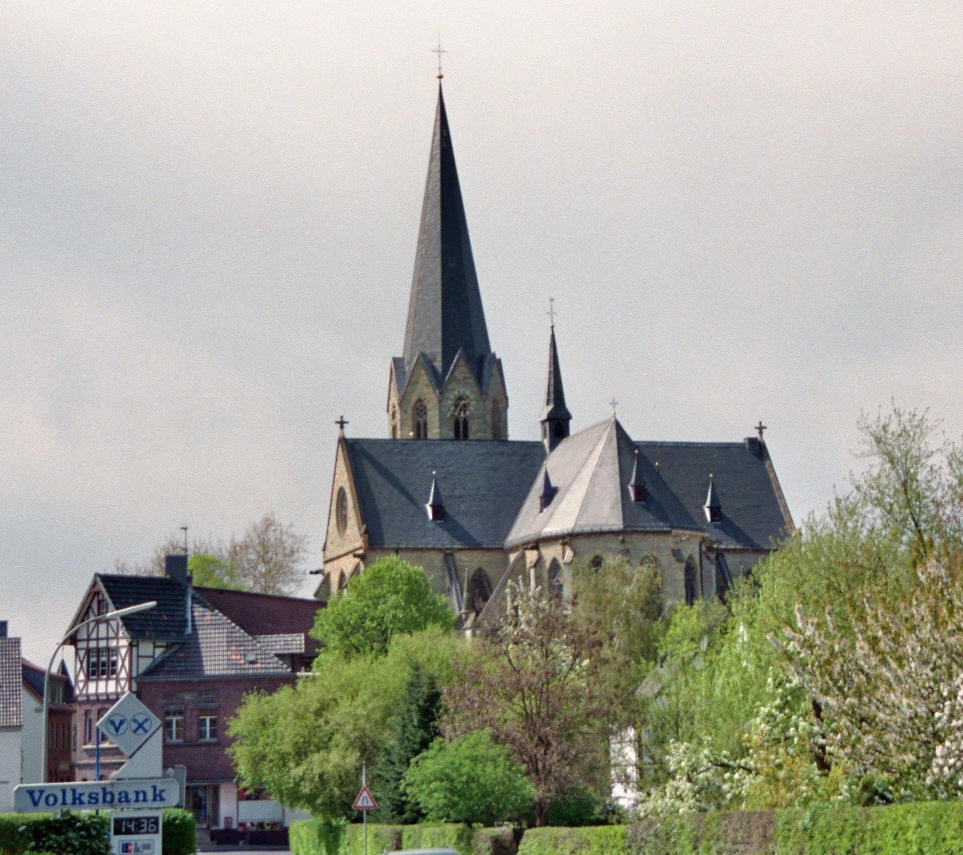
St. Kunibert

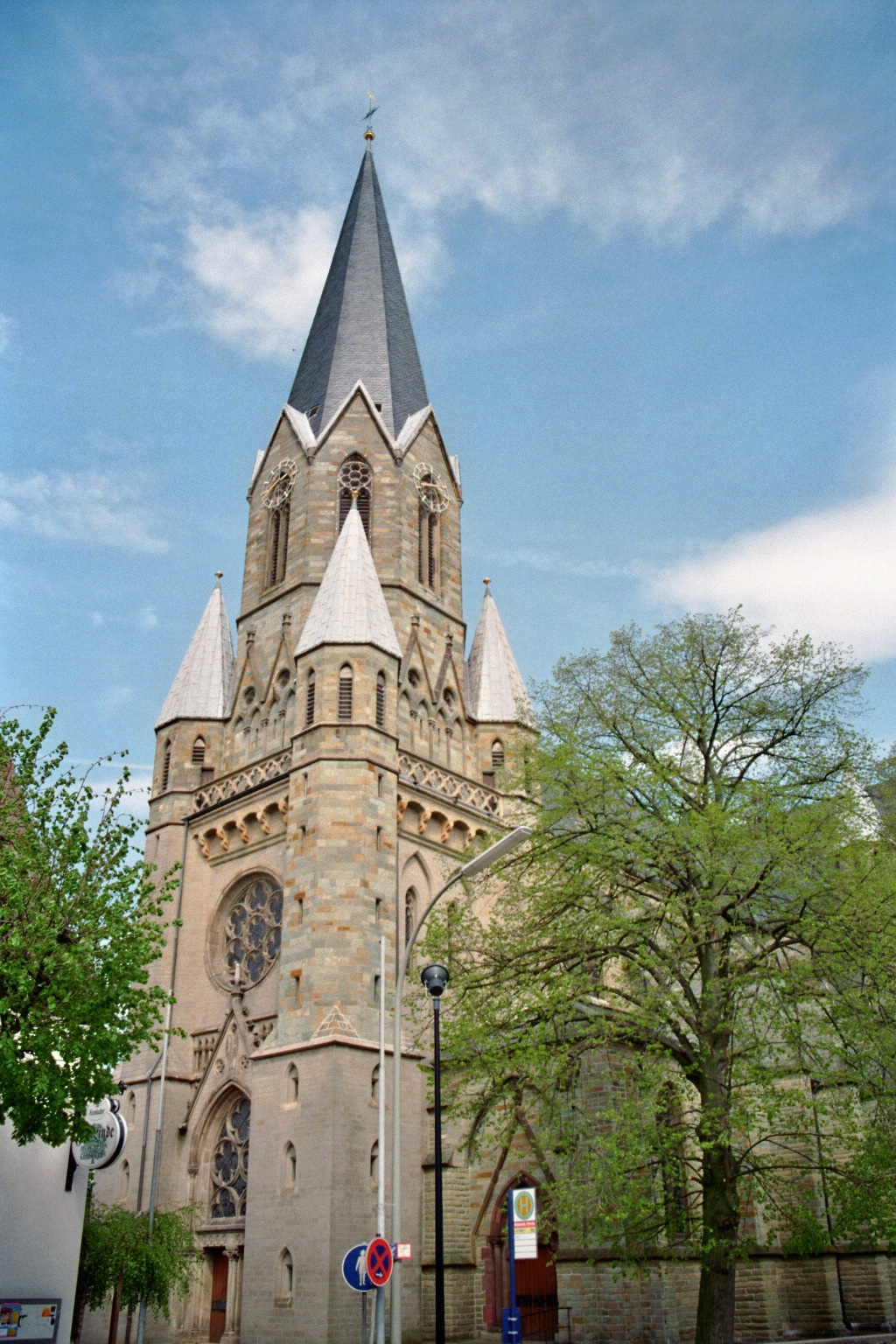
St. Kunibert

Die katholische Pfarrkirche St. Kunibert ist ein denkmalgeschütztes Kirchengebäude in der Kunibertstr. 5 in Büderich, einem Ortsteil von Werl im Kreis Soest Nordrhein-Westfalen.

## Geschichte und Architektur
Erstmals erwähnt wurde ein Pfarrer (Johann Smalbein) in Büderich 1589.
Die romanische Vorgängerkirche wurde 1863/64 so baufällig, dass der Pfarrer Wilhelm Cruse eine kirchenaufsichtliche Genehmigung zum Abriss des Gebäudes einholte. Das Aussehen ist durch eine überlieferte Lithographie des 19. Jahrhunderts überliefert. Der Turm der alten Kirche sollte eigentlich erhalten bleiben, jedoch brach er nach dem Abriss der Kirche am 10. August 1863 in der Nacht in sich zusammen.
Der Grundstein für die neue Kirche wurde am 8. Mai 1864 gelegt. Der Bau wurde von 1863 bis 1866 unter der Leitung von Arnold Güldenpfennig in Grünsandstein errichtet. Der Chor ist auf einem polygonalen Grundriss errichtet. Der in den Freigeschossen achteckige Westturm beherrscht das Ortsbild. Der Innenraum ist von Kreuzrippengewölben überspannt.
Bis 1897 gehörte auch die Gemeinde in Sönnern zur katholischen Pfarrei St. Kunibertus in Büderich.

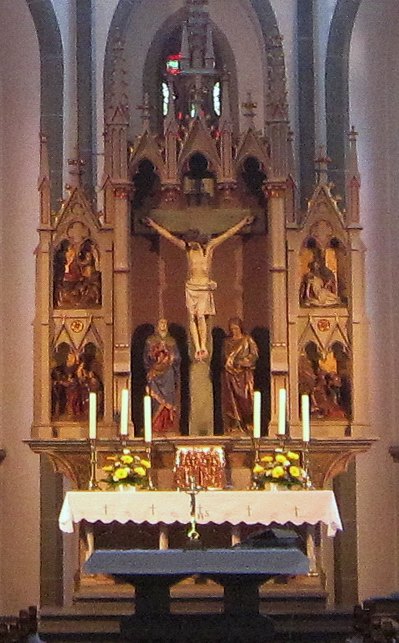
Hochaltar mit Kreuzigungsszene

## Ausstattung
- Der Hochaltar zeigt eine Kreuzigungsszene
- Der Marienaltar befindet sich in der Apsis des linken Seitenschiffes.
- An der rechten Säule des Querschiffes ist seit 2005 die Figur des Kirchenpatrons St. Kunibert angebracht.
- Das Reliquiar des Heiligen Kunibert wurde unterhalb der Kunibertfigur befestigt.
- Das Elementarfenster symbolisiert die Elemente Feuer, Wasser, Luft und Erde[2]
- Die Orgel wurde 1865 von Orgelbauer Carl August Randebrock gebaut, 1933 von dem Unternehmen Gebrüder Stockmann umgebaut und 1967 elektrifiziert. Ihre 35 Register verteilen sich auf zwei Manuale und Pedal.

## Glocken
1928 hatte St. Kunibert ein neues vierstimmiges Glockengeläut aus Bronze erhalten. 1942 mussten die drei großen Glocken der Rüstung geopfert werden. 1949 lieferte die Gießerei Petit & Gebr. Edelbrock drei neue Bronzeglocken. Die kleine Glocke von 1928 war erhalten geblieben:
- I. Maria & St. Michael, Gewicht 2633 kg, Schlagton c‘
- II. Dreifaltigkeit, Schlagton e‘
- III. St. Kunibert, Schlagton g‘
- IV. Heilige Familie, Schlagton a‘